# Sulkava (sjö i Heinävesi, Södra Savolax)
Sulkava är en sjö i kommunen Heinävesi i landskapet Södra Savolax i Finland. Sjön ligger 88 meter över havet. Arean är 1,03 kvadratkilometer och strandlinjen är 10,49 kilometer lång. Sjön  ingår i Vuoksens huvudavrinningsområde.   Den ligger omkring 120 kilometer nordöst om S:t Michel och omkring 330 kilometer nordöst om Helsingfors. 